# Gaudre de la Croix du Loup
Pour les articles homonymes, voir Gaudre.
Le gaudre de la Croix du Loup, est une rivière française, affluent de l'étang de Berre, qui coule dans le département des Bouches-du-Rhône et la région Provence-Alpes-Côte d'Azur.

## Géographie

### Cours
Le cours de cette rivière est localisé entièrement dans le département des Bouches-du-Rhône. Il se jette dans l'étang de Berre.

### Affluents
Le roubine de Tronflette se jette dans le gaudre de la Croix du Loup.

## Départements et communes traversées
Cette rivière traverse uniquement les Bouches-du-Rhône, dans les communes de Saint-Rémy-de-Provence, Les Baux-de-Provence, Maussane-les-Alpilles, Paradou, Saint-Martin-de-Crau et Arles.